# Amédée de Vroye
Amédée Marie Edme Adrien de Vroye (auch de Vroÿe, Devroye) (* 12. Mai 1832 in Vaugirard, heute zu Paris; † 12. März 1918 in Paris) war ein französischer Flötist.

## Leben
Unklarheiten in der Literatur über Lebensdaten und Herkunft von Amédée de Vroye stehen im Widerspruch zum Bekanntheitsgrad, den er als Flötist in der 2. Hälfte des 19. Jahrhunderts genoss. 
De Vroye trat bereits als Vierzehnjähriger in der Pariser Salle Pleyel auf. Ob seine Ausbildung am Pariser Konservatorium erfolgte, ist unsicher, denn in dessen Unterlagen fehlt sein Name. Lehrer war Victor Coche, einer der ersten französischen Flötisten, der eine Flöte mit Böhm-System spielte. Zeitweilig war de Vroye Soloflötist des Théâtre-Lyrique in Paris. Eine Reise nach London 1861 markierte den Beginn einer internationalen Solistenkarriere. Einer Kritik der Neuen Berliner Musikzeitung 1865 zufolge ging ihm ein Ruf als „erster jetzt lebender Flötenvirtuos“ voraus. Bis 1872 trat er außer in Frankreich auch im (heutigen) Benelux, Deutschland, Österreich, Dänemark, Ostpreußen und England auf. Aber auch für die Folgejahre sind Auslandsauftritte nachgewiesen. Partner waren Persönlichkeiten wie Clara Schumann, Christine Nilsson, Henri Vieuxtemps, Ignaz Moscheles, Camille Saint-Saëns (der ihm seine Romance Des-Dur op. 37 widmete) oder Anton Rubinstein. 1884 spielte er in Leipzig gemeinsam mit Carl Reinecke dessen Flötensonate Undine.
De Vroye war auch pädagogisch tätig. 1889 wurde er als Professeur de musique zum Officier d’academie ernannt. 1890 wurde er Lehrer an einer neu gegründeten École de musique et déclamation (4, rue Charras, Paris). 1893 galt er als möglicher Nachfolger von Henri Altès am Pariser Konservatorium, Paul Taffanel erhielt jedoch den Vorzug. De Vroye fungierte aber 1895 und 1896 als Juror für die Konservatoriums-Abschlussprüfungen.
Ob de Vroye auch komponierte oder sich auf Transkriptionen anderer Werke beschränkte, ist unsicher.